# Sphaerodoridium paracapense
Sphaerodoridium paracapense är en ringmaskart som beskrevs av Hartmann-Schröder 1974. Sphaerodoridium paracapense ingår i släktet Sphaerodoridium och familjen Sphaerodoridae.
Artens utbredningsområde är Lüderitzbukten vid den södra delen av Namibias kust. Inga underarter finns listade i Catalogue of Life.